# 第48回ロサンゼルス映画批評家協会賞
48th LAFCA Awards

2022年12月11日

作品賞： 

エブリシング・エブリウェア・オール・アット・ワンス
ター
第48回ロサンゼルス映画批評家協会賞は、ロサンゼルス映画批評家協会が2022年の映画作品に贈る賞である。2022年12月11日に受賞者が発表された。作品賞は『エブリシング・エブリウェア・オール・アット・ワンス』と『TAR/ター』が同時受賞し、2作品が作品賞を同時受賞するのは通算4回目となる。
今回からジェンダーに配慮する形で演技部門の賞が主演俳優賞と助演俳優賞に名称が変更され、それぞれ受賞者と次点者が2人ずつ選出されることになった。

## 受賞一覧

### 作品賞
- 受賞：『エブリシング・エブリウェア・オール・アット・ワンス』
- 受賞：『TAR/ター』

### 監督賞
- 受賞：トッド・フィールド - 『TAR/ター』
- 次点：S・S・ラージャマウリ - 『RRR』

### 主演俳優賞
- 受賞：ケイト・ブランシェット - 『TAR/ター』
- 受賞：ビル・ナイ - 『生きる LIVING』
- 次点：ダニエル・デッドワイラー - 『ティル』
- 次点：ミシェル・ヨー - 『エブリシング・エブリウェア・オール・アット・ワンス』

### 助演俳優賞
- 受賞：ドリー・デ・レオン（英語版） - 『逆転のトライアングル』
- 受賞：キー・ホイ・クァン - 『エブリシング・エブリウェア・オール・アット・ワンス』
- 次点：ジェシー・バックリー - 『ウーマン・トーキング 私たちの選択』
- 次点：ブライアン・タイリー・ヘンリー - 『その道の向こうに』

### 脚本賞
- 受賞：トッド・フィールド - 『TAR/ター』
- 次点：マーティン・マクドナー - 『イニシェリン島の精霊』

### 撮影賞
- 受賞：マイケル・ディメック  - 『EO イーオー』
- 次点：ホイテ・ヴァン・ホイテマ - 『NOPE/ノープ』

### 編集賞
- 受賞：ブレア・マックレンドン - 『aftersun/アフターサン』
- 次点：モニカ・ウィリー - 『TAR/ター』

### 音楽賞
- 受賞：M・M・キーラヴァーニ - 『RRR』
- 次点：パヴェウ・ムィキェティン（ポーランド語版） - 『EO イーオー』

### 美術賞
- 受賞：ディラン・コール（英語版）、ベン・プロクター - 『アバター:ウェイ・オブ・ウォーター』
- 次点：ジェイソン・キスヴァルデイ - 『エブリシング・エブリウェア・オール・アット・ワンス』

### 非英語作品賞
- 受賞：『EO イーオー』
- 次点：『サントメール ある被告』

### ドキュメンタリー/ノンフィクション映画賞
- 受賞：『All the Beauty and the Bloodshed』
- 次点：『ファイアー・オブ・ラブ 火山に人生を捧げた夫婦』

### アニメ映画賞
- 受賞：『ギレルモ・デル・トロのピノッキオ』
- 次点：『マルセル 靴をはいた小さな貝（英語版）』

### 新人賞
- 受賞：デイヴィー・チョウ（英語版）、パク・ジミン - 『ソウルに帰る（英語版）』

### 功労賞
- クレール・ドニ

### ダグラス・エドワード実験/自主映画賞
- 『De Humani Corporis Fabrica』

### 特別表彰
- グウェン・デグリーズ - アメリカン・シネマテーク（英語版）における四半世紀の活動を通して、ロサンゼルスにおける映画のキュレーション・セレブレーション活動に従事したことに対する表彰。